# Vexillum

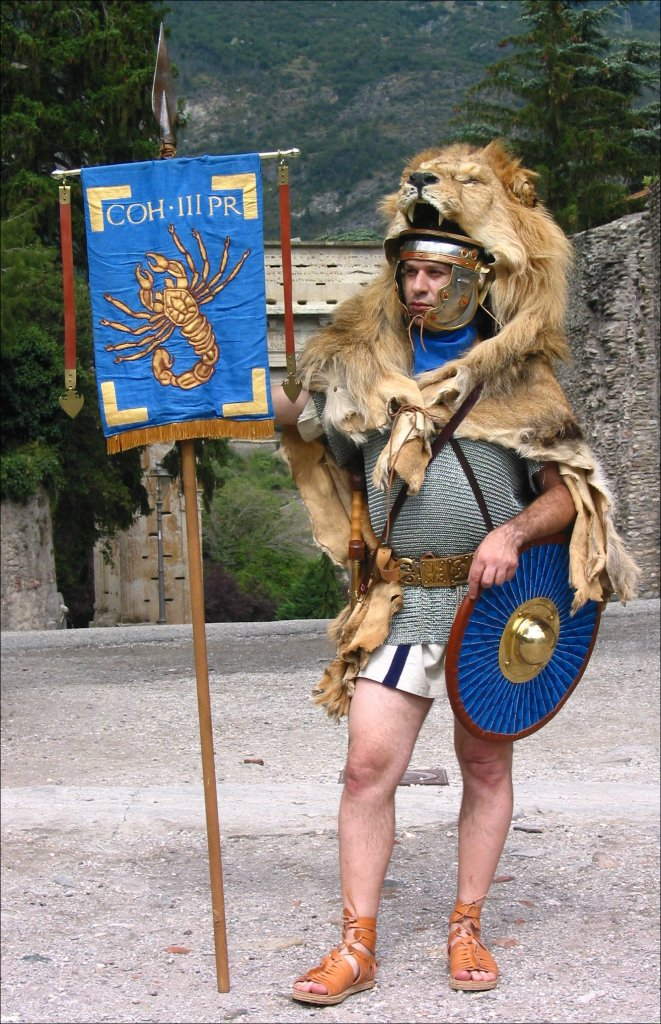
Vexillarius amb un vexillum

Un vexillum era un estendard o ensenya d'un destacament de l'exèrcit romà. La paraula és un diminutiu de velum ('vela', 'lona', 'tela'), amb el significat de vela petita, o bandera.
Al voltant del vexillum s'agrupaven els soldats que deixaven la seva legió i s'agrupaven en un cos per executar alguna tasca concreta, que podia ser un cos expedicionari, una unitat organitzada per una incursió o una guerra o bé un grup organitzat d'homes per la construcció d'un fortí o d'unes defenses al limes o frontera. El vexillum el portava un vexillarius. Era l'estendard militar on hi figuraven el nom i l'emblema de la legió en què servien. Consistia en una tela penjada verticalment d'un pal o una llança, aguantada per un altre pal travesser. S'emprava tant en unitats d'infanteria com de cavalleria.
Cada cohort d'una legió tenia el seu vexillum, que servia d'identificació i també per reunir als soldats en una batalla. L'exèrcit romà formava vexillationes, destacaments d'una legió sota un vexillum. Al principi de l'Imperi, durant la dinastia Júlio-Clàudia, les unitats de l'exèrcit estaven destinades a cobrir determinades funcions, però a partir de la dinastia Flàvia, a mesura que les unitats eren establertes en campaments estables i permanents, va ser cada vegada més difícil desplaçar unitats completes, excepte en el cas de grans campanyes. Amb el pas del temps es van anomenar vexillationes qualsevol de les unitats que es desplaçava fora de la seva legió, i al segle iv, quan es va reorganitzar l'exèrcit, van tenir entitat pròpia.